# Чунихи
Чунихи (Чунухи, до ВОСР Чунихин хутор, до ВОВ Чунихин) (укр. Чунихі) — бывшее село, с 1959 года историческая местность Харькова, в основном частного сектора, находящаяся в составе Немышлянского района города.
До того входило в Пономаренковский сельский совет Харьковского района Харьковской области.

## Географическое положение
Историческая местность Чунихи расположена обеих сторонах балки Мокрый Жихарь на берегу речки Жихорец у харьковских городских посёлков Ново-Западный, расположенном западнее, и ХТЗ, расположенном северо-восточнее.
Ниже по течению реки находится бывшее село Павленки (до ВОВ хутор); на правом берегу реки — бывшее село Горбани (бывший хутор Гробли, Горбачёв).
К району примыкает улица Луи Пастера (на востоке).
На востоке района также находится 4-е городское кладбище (Харьков).
На западе находится микрорайон Ново-Западный.
Территория Чуних разделена поровну рекой Жихорец между Немышлянским (до 2016 Фрунзенским) и Индустриальным (до 2016 Орджоникидзевским) районами города.
В черте города село находится с 1959-60а.

## История
- Конец 18 либо начало 19 века (до 1860-х)[5] — дата основания Чунихина хутора на склоне балки Мокрый Жихарь.
- В середине 19 века на север от данного хутора, на возвышенности между ярами Мок. Жихор и Золотарёв, находилась мельница Гробли.[7]
- 1917 — официальная дата основания Пономаренковского сельсовета, куда входили хутора Гробли (Горбачёв) и Чунихи (Чунихин); к дате основания села не имеет отношения.
- В 1940 году, перед ВОВ, на хуторе Чунихин на левом берегу реки балки было 11 дворов и совхоз, располагавшийся между данным хутором[8] и хутором Горбачев.[9]
- В 1959 году[10] село Чунихи[10] (Чунухи, б. Чунихин)[5] было включено в черту Харькова.

## В топонимике
- В 2016 году[11] расположенная в данном районе харьковская улица Донецкая, названная в честь города Донецка, была переименована в историческую улицу Чунихинскую.[10][12]
- В 2013 году был назван переулок Ново-Чунихинский проезд.[13][12]

## Название
Первоначально название произошло от фамилии харьковского землевладельца хутора — Чунихина.
Название данного бывшего села «чунухи» либо «чинухи» стало нарицательным в городе и обозначает весьма дальнее место, неудобно расположенное, откуда трудно выбраться.

## Улицы района
- Багратиона улица, названная в честь русского полководца П. Багратиона (правый берег Жихорца).[15]
- Высоковольтная улица (правый берег).[15]
- Высоковольтный переулок (правый берег).[15]
- Высоковольтный проезд (правый берег).[15]
- Гвардейская улица (правый берег).[15]
- Гвардейский переулок (правый берег).[15]
- Довженко улица, названная в честь советского кинорежиссёра А. Довженко (левый берег).[15]
- Механизаторов улица (левый берег).[15]
- Ново-Чунихинский проезд (левый берег).[13]
- Никитенко переулок (левый берег).[15]
- Улица Суворова, названная в честь русского полководца Александра Суворова (правый берег).[12]
- Переулок Суворова (правый берег).
- Проезд Суворова (правый берег).[15]
- Трубная улица (правый берег).[15]
- Трубный въезд (правый берег).[15]
- Чунихинская улица (правый берег),[12] б. Донецкая.[11]